# Atto Melani
Pour les articles homonymes, voir Melani.
Atto Melani (Pistoia, 31 mars 1626 - Paris, 4 janvier 1714) était un chanteur d'opéra castrat et compositeur italien, également connu comme un diplomate, espion et écrivain.

## Biographie
Atto Melani est un des sept fils de Domenico di Sante Melani, carrillonneur à la cathédrale de Pistoia.
il entre au service de Mattias de'Medici, frère du duc régnant Ferdinando II. Il étudie à Rome avec Luigi Rossi et avec le castrat Marc Antonio Pasqualini.
Il se rend à Paris en 1644 dans une compagnie invitée par Jules Mazarin, pour donner un opéra de Marazzoli. Ato Meloni entre dans les bonnes grâces du cardinal et de la reine, régente du royaume.
Il chante à Paris le rôle-titre dans l'Orfeo (Rossi) au printemps 1647. Lorsque Mazarin doit réduire les dépenses de la cour, Melani rentre en Italie mais il exerce alors, au service de Mazarin, un rôle d'agent diplomatique secret attesté par les documents. Il continue à travailler pour les Medicis et est en contact avec les Gonzague à Mantoue. Naturalisé français, il est fait gentilhomme de la Chambre.
En 1660, il est à nouveau à Paris pour donner Serse (Cavalli) au Louvre, à l'occasion du mariage de Louis XIV et de l'infante Marie-Thérèse. La mort de Mazarin en 1661 et l'arrestation de Fouquet le condamnent à l'exil. De retour à Rome, il dit qu'il aurait contribué à l'élection papale de son protecteur, le cardinal Giulio Rospigliosi, devenu Clément IX. 
Sa carrière musicale est alors quasiment terminée mais il poursuit son activité diplomatico-politique, en particulier pour Louis XIV. En 1679, il s'installe en France. Il meurt à Paris en laissant une abondante correspondance couvrant la période 1644-1661.